# Ade Surapriatna
Muhammad Ade Surapriatna (sinh ngày 7 tháng 11 năm 1951) là một chính trị gia người Indonesia, ông là đại biểu của Hội đồng Đại diện Nhân dân từ năm 2009 đến năm 2014. Ông còn là đại biểu của Hội đồng Đại diện Nhân dân Khu vực Jakarta từ năm 1992 đến năm 2009, giữ chức chủ tọa của hội đồng từ 2004 đến 2009 và phó chủ tọa từ năm 1997 đến 2004.

## Đầu đời và nghề nghiệp
Muhammad Ade Surapriatna sinh ngày 7 tháng 11 năm 1951 tại Jakarta. Ông học ở Jakarta và tốt nghiệp Học viện Hàng hải Quốc gia năm 1969. Sau đó ông làm việc tại một vài công ty. Trong quá trình học, ông gia nhập trung đoàn sinh viên vào năm 1971, kết nạp vào đảng Golkar mới thành lập.

## Sự nghiệp chính trị
Ông được bầu vào cơ quan lập pháp của Jakarta lần đầu vào năm 1992, và ông được bầu lại vào các năm 1997, 1999 và 2004. Ông là phó chủ tọa cơ quan lập pháp từ năm 1997 đến năm 2004. Ông còn là phó chủ tịch đảng Golkar chi nhánh Jakarta từ năm 1992 đến năm 2001, và được bầu làm chủ tịch năm 2001. Trong nhiệm kỳ 2004–2009, Ade được bầu giữ chức chủ tọa cơ quan lập pháp, nhậm chức vào ngày 4 tháng 10 năm 2004. Cùng năm 2004, Ade tái cử chức chủ tịch đảng Golkar chi nhánh Jakarta cho đến năm 2009.
Trong cuộc bầu cử thống đốc Jakarta năm 2007, Ade được coi là một trong hai ứng cử viên độc lập dẫn đầu đại diện đảng Golkar, cạnh tranh cùng Fauzi Bowo. Tuy nhiên, Ade bất ngờ từ bỏ việc ứng cử trong cuộc họp đảng Golkar vào tháng 2 năm 2007, khiến Fauzi Bowo được ứng cử. Cuối năm 2008/đầu năm 2009, một vài phe cánh trong cơ quan lập pháp mở cuộc bỏ phiếu bất tín nhiệm phản đối Ade, dẫn chứng ngân sách tỉnh năm 2009 mà theo các phe cánh là chi tiêu quá mức. Đáp lại, Ade bác bỏ các yêu cầu từ chức.
Ade tranh cử với tư cách là ứng cử viên cho cơ quan lập pháp quốc gia trong cuộc bầu cử lập pháp Indonesia năm 2009 đại diện khu vực bầu cử Jakarta III và được bầu với 20.378 phiếu. Ông tái tranh cử trong cuộc bầu cử lập pháp năm 2014, nhưng không giành được vị trí nào. Trong lần đi vận động cho cuộc bầu cử năm 2014, một số người ủng hộ đảng Golkar trong một cuộc tập hợp đã bị phạt do vi phạm luật giao thông. Ade chống đối với sĩ quan cảnh sát tại đó, bảo vệ những người vận động và kêu gọi cho họ được miễn phạt.